# 鳳尾菇
「鳳尾菇」，是真菌植物門真菌环柄侧耳Lentinus sajor-caju的子實體。肉肥味美，在某些地區又稱之為稱秀珍菇；最早採自印度喜馬拉雅山腳的Euphorbia royleans樹。
鳳尾菇以臺灣中部地區為主要生產區，年產值達三億台幣以上，為臺灣五大重要菇類之一。
鳳尾菇亦是印度最普遍的食用菌，富含維他命B1、B2、B12、C和D等營養物質，並有報告指出其含有水溶性抗腫瘤多醣（anti-tumor polysaccharide）（一種生理活性物質，具有誘發干擾素的合成，提高人體免疫功能，具有防癌、抗癌的作用。）成分，可以熱水萃取出，鳳尾菇的營養十分豐富，該物質中含蛋白質高達21.2 ％，並含有人體所必需的八種氨基酸，其含量占所有氨基酸總量的35 ％以上。鲜鳳尾菇每百克含维生素C 高達33毫克，在適量攝取下，可能有助於提高人體免疫功能，以及降低膽固醇的作用。又因為鳳尾菇所含脂肪、澱粉很少，對於糖尿病患者、肥胖症患者等需要穩定控制血糖的需求者而言，是一個較佳的熱量來源，被人们稱為“健康食品”、“安全食品”。
菌絲體生長的最適溫度為25～30 ℃；15 ℃左右時菌絲體生長缓慢；低於5 ℃時菌絲體基本停止生長；高於30 ℃時菌絲體易老化。子實體發育最適溫度為15～22 ℃，生長期為1.5周左右。當環境溫度低於15 ℃或高於25 ℃時，子實體就產生得比較少。在適宜的環境條件下，晝夜温差在5～8 ℃時，能增加產量，並提高產品質量。

## 秀珍菇名稱爭議
臺灣的秀珍菇是平菇。
秀珍菇是一商品名，並非學術性的命名；臺灣的秀珍菇最初應為鳳尾菇的菇農偶然提早採收之下所發現的新栽培方式，因覺其珍貴且秀麗而名之為秀珍菇，之後此一栽培模式才輾轉傳至中國；秀珍菇是鳳尾菇的未成熟子實體，而同為蠔菇類的其他種菇，在未成熟時之子實體口感一樣較為細嫩。
秀珍菇的學名具有爭議性，中國學者有各別以P. geesteranus Singer、P. pulmonarius (Fr.) Quél.、P. cornucopiae (Paul. : Pers.) Rolland和P. ostreatus等學名使用之情形，在分類上尚無定見。
農業試驗所之研究人員依據彭金騰等著作之「鮑魚菇屬人工栽培彩色圖鑑」，以形態特徵對臺灣產秀珍菇做初步比對與P. sajor-caju最為類似，再輔以ITS序列分析比對臺灣市面上的秀珍菇與早期該所蒐集之鳳尾菇，二者序列比對結果和NCBI所公佈之P. sajor-caju相似度在98%以上，初步認定秀珍菇學名即為P. sajor-caju。